# MSC Orchestra
MSC Orchestra — круизное судно класса Musica. Принадлежит и управляется MSC Cruises. Построено в 2007 году, является вторым судном класса Musica. Судно рассчитано на 3013 пассажиров (1275 кают) и 987 членов экипажа.

## Дизайн
Круизное судно имеет длину 293,8 метров, ширину 32,2 метра и высоту 59,64 метра.

## Инциденты
22 декабря 2019 года, из-за неизвестной ошибки навигации, MSC Orchestra столкнулось с MSC Poesia, когда то покидало порт Буэнос-Айрес, Аргентина, так же был задет пирс. Оба судна получили небольшие повреждения и получили разрешения на дальнейшее движение.